# Методий
Вижте пояснителната страница за други личности с името Методий.
Свети Методий (на гръцки: Μεθόδιος, Methodios; на църковнославянски: Мєѳодїи) е високопоставен духовник, политически и културен деятел от Византия, по-голям брат на Константин-Кирил Философ. Канонизиран от християнската църква за светец и равноапостол. На 30 декември 1980 г. с апостолическото послание Egregiae Virtutis папа Йоан Павел II обявява Методий и брат му Константин-Кирил Философ за едни от покровителите на Европа. Православните християни го почитат и като един от светите Седмочисленици.
Основни данни за живота и делото на Методий се съдържат в Житие Методиево, краткото и пространно житие на брат му Кирил, както и в житията на Климент Охридски и на Наум, написани на гръцки език. Данни се съдържат също така и в други извори на гръцки, латински и други.

## Произход
Рождената дата на Методий се отнася към 815 г. Той е кръстен Михаил.
За детството на Методий се знае по-малко, отколкото за това на по-малкия му брат Кирил. Житията на двамата братя свидетелстват, че те са родени в Солун, в семейството на византийския друнгарий (морски офицер), подстратега и управител на Солунска област, Леон (роден в Солун и вероятно от гръцки произход), известен в българската историография като Лъв, и жена му Мария (вероятно славянка). Според „Пространното житие“ на Методий, когато решил да ги прати във Великоморавия, императорът им казал: „Вие двамата сте солунчани, а всички солунчани говорят чисто по славянски“.
За младостта на Методий също не се знае много, въпреки че изворите подчертават, както и за брат му, големите умствени способности, с които е надарен.
Бащата умира рано, но способностите на децата са забелязани от близкия на семейството и издигнал се до велик логотет Теоктист († 20 ноември 855), главен министър на императорите Михаил II и Теофил и регент на неговия син Михаил III. Неговият ранг е вторият след василевса в империята. Теоктист извиква своите племенници Кирил и Методий при себе си в Константинопол.
През 843 г. по негова покана двамата пристигат в Константинопол и учат философия в престижната Магнаурска школа. На Методий е възложен постът управител на административна област до Солун. От 870 до 885 г. Методий е архиепископ на Моравия. Негов епископ и конкурент е Вихинг.

## Дейност

### Управител на „Склавиния“
Знае се, че от 843 г. е бил управител на византийска област недалеч от Солун, населена със славяни група, т.нар. „Склавиний“ или „Славиний“. Допуска се това да е била „Стримонската“ архонтия, северно от Солун или някоя съседна на нея. Изворите посочват усилията му за укрепване на християнството сред славяните в тези земи.
Не е изяснено участието му в известната Брегалнишка мисия, която се е провела относително близо до областта, която е управлявал.
Неочаквано за всички в 851 г. той се отказва от високия пост и всякаква кариера и се замонашава.

### Съставяне на глаголицата
Методий се оттегля като монах в манастира Свети Полихрон в Мала Азия и се отдава на книжовни занимания.
Смята се, че именно тогава в този манастир е съставена глаголицата – първата славянска азбука. Това Методий прави заедно с брат си, като я завършват през 862/863 г. По това време би трябвало да са преведени и най-важните за християнското богослужение книги.
Черноризец Храбър в своя трактат „Сказание за буквите“ точно дава времето, когато е завършена азбуката – през 6363 г. от „сътворението на света“ (6363 – 5508 = 855 г. н.е.), когато българският престол е зает от княз Борис I, великоморавският – от княз Растица, наричан и Ростислав, а панонският – от граф или княз Коцел. Куйо Куев изчислява, че ако се приложи не Цариградският мондиал 5508, а Александрийският и вместо обичайната му стойност 5492, се приеме 5508, то събитието се е случило през 862 – 863 г. при изпращането на Моравската мисия.

### Хазарска мисия
През 860 г. Методий заедно с брат си Кирил посещава Крим, натоварен с т.нар. Хазарска мисия. Макар да успяват да победят в диспута с евреи и мюсюлмани, те сполучват да покръстят само около 200 души. Поради опасенията на владетеля от силно византийско или арабско влияние чрез религията Хазарският хаганат предпочита юдаизма, но солунските братя издействат от хазарския каган освобождаването на неколкостотин византийски пленници и връщат в Рим намерените от тях в Херсон мощи на свети Климент I, събитие особено значимо за тогавашния свят. Св. ап. Климент е епископ на Сердика (дн. София), след което става един от първите римски папи.
След успешното изпълнение на мисията той се връща в своя манастир Свети Полихрон, но вече не като обикновен монах, а е въздигнат по настояване от столицата в негов игумен.

### Аланска мисия
В 861 г. като продължение на мисията при хазарите братята посещават аланите в недалечната от хаганата област около град Фула, където също проповядват. Там отсичат едно дърво, на което се кланят местните хора като на кумир и успяват да покръстят известен брой от тях.

### Първа част на Великоморавската мисия
През 863 г., по поръчение на императора след искане от страна на великоморавския княз Ростислав двамата братя, начело на свои ученици, пристигат в столицата на княжеството Велеград, където развиват активна дейност – основават духовно училище, въвеждат църковните служби: утренни часове, вечерня, повечерие и литургия на славянския език, продължават превода на богослужебни текстове на славянски и проповядват.
Във Великоморавия двамата братя прекарват три години, като обучават голям брой ученици.
През пролетта на 867 г. те напускат страната и потеглят за Константинопол, за да получат заповедите на новия император и да ръкоположат учениците си в църковен сан.

### Панонска мисия
През 867 г., преминавайки през Панония в земите на славянското Блатненско княжество по молба на неговия княз Коцел да разпространят славянската книжнина и богослужение, се установяват на просветителска мисия за половин година и обучават 50 ученици.
През втората половина на годината заминават за Константинопол. Минавайки и през Венеция, Константин-Кирил Философ води своя диспут срещу триезичната догма с латинското духовенство. Получили нарежданията на императора, благословията и наставленията на константинополския патриарх, те бързо се отправили към Рим да изпълнят новите задачи и особено удачния повод да върнат в града откритите от тях в Крим в гр. Херсон мощи на Климент I.

### Римска мисия
През декември 867 г. римският папа Адриан II посреща тържествено двамата братя и техни ученици, връщащи в Рим мощите на един от най-видните светци – св. ап. Климент, епископ на Сердика (дн. София), и един от първите римски папи. Мощите му, открити от Кирил и Методий, фактически осигуряват освещаването на славянската азбука от Рим. Успехът на мисията е пълен – славянските богослужебни книги са тържествено благословени от папата. В римските базилики се провеждат тържествени служби на славянски език, учениците са ръкоположени, а в 868 г. най-изтъкнатите последователи на Кирил и Методий, вероятно Климент, Наум, Ангеларий и Горазд, са въздигнати в духовен сан лично от висшия клир.
През 869 г. Методий е ръкоположен от папа Адриан II за архиепископ на Моравия – столицата на Великоморавия и остава с тази длъжност до смъртта си. За негова архиепископска област са определени Панония и Моравия със Словашко, с правото да управлява напълно самостоятелно духовния живот в тези земи без намесата на франкското духовенство, като се подчинява пряко на Светия престол и бъде зачитан с качеството му на Папски легат там, с това Адриан II изпълнява и желанието на панонския княз Коцел. Така Велика Моравия е отделена от баварското църковно ръководство и така се създава първата славянска епископия, Методий е нейният първи архиепископ. Символично Сирмиум се избира за резиденция, за да се покаже, че разрушената от аварите през 582 г. стара диоцеза Сирмиум съществува отново. Българите били завладели Сирмиум още през 827 г., а през 870 г. приели върховенството на Константинополската патриаршия, затова Методий пребивава повечето време в Блатноград (дн. Залавар, Унгария), столица на Блатненското княжество.

### Втора част на Великоморавската мисия
Втората част на Великоморавската мисия, започнала в 869 г., е много тежка за Методий. Папа Адриан II е сменен от новия Йоан VIII. На мястото на ослепения княз Ростислав от 870 г. на трона на Великоморавия е Святополк I. Още на път към епархията си Методий е арестуван по нареждане на баварските епископи. Заведен е в Регенсбург, измъчван и пратен в затвор (вероятно на остров Райхенау или в Елванген). Срещу Методий е свикан формален съд в Регенсбург, Бавария, под формата на епископски събор в присъствието на крал Лудвиг II Немски (вероятно той води заседанието). Главен обвинител е епископът на Пасау, Ерменрих фон Елванген, един от водачите на папската делегация в България през 867 г. Използва се съставеният малко преди това документ „Conversio Bagoariorum et Carantanorum“ (през 870 г. в Залцбург), в който се разбира как Бавария е християнизирала Велика Моравия и Карантания и единственият проблем при това били Методий и неговите славянско писане, говор и книги.
От затвора Методий пише 870 – 872 г. много писма до папата. През 872 и 873 г. папата пише безуспешни писма на Лудвиг Немски и Карломан веднага да го освободят. Папата пише и на епископите (архиепископа на Залцбург, Адалвин, епископ Ерменрих от Пасау и др.), които са измъчвали Методий през 870 г., за незабавното му освобождаване. След като Святополк I показал интерес към Методий, папата нарежда на Паул, епископът на Анкона, да води нужните преговори с Лудвиг Немски. Преговорите завършват през май 873 г.
Папа Адриан II не се намесва до края на понтификата си в 872 г. Наследилият го Йоан VIII преценява, че това е удар и срещу неговата власт и сериозно вреди на политическите му амбиции и взема енергични мерки – Методий е освободен през 873 г.
През 873 г. Методий е възстановен и като архиепископ на Великоморавия. Неговото освобождаване съвпада с нов разцвет на Великоморавското княжество през 874 г., когато Франкската империя била победена във войната с княжеството и поискала мир. Методий и неговите ученици превеждат и създават книги, обучават още духовници.
След 874 г. княз Святополк изпада в още по-силна зависимост от Франкската империя и на Методий се налага да отиде до Рим.
В 879 и 880 г. Методий отново е начело и без прекъсване работи в своята Велеградската катедра.
Като последица от обтегнатите отношения между Източната и Западната църкви, след възстановяването на Фотий на патриаршеския престол и протестите на западното духовенство, папа Йоан VIII в 879 г. с була забранява на Методий да служи във великоморавските църкви на славянски език, позволено му е да върши това само на открито.
Методий не се съобразява с тази забрана и затова през 880 г. е извикан пред папски съд. Методий отива в Рим, където се защитава и оборва обвиненията пред папа Йоан VIII. Светият отец признава, че вероизповедта на Методий е правилна, дава разрешение с булата Industriae tuae, издадена на 29 юни 880 г., богослужението да бъде извършвано на славянски език и потвърждава сана и функцията му като архиепископ на Моравия.
Обратно във Велика Моравия Методий сваля през 881 г. Вихинг като епископ на Нитра, понеже разбира, че Вихинг е написал фалшиво „папско“ писмо на Святополк I, според което Методий е трябва да бъде изгонен от Велика Моравия.
В 881 – 882 г. Методий предприема последното си голямо пътуване със съгласието на папата и отива до Константинопол, където получава одобрение за дейността си. По пътя за там той среща при Железни врата един унгарски племенен вожд. В Константинопол той е посрещнат сърдечно от императора и патриарха, и императорът задържа при себе си един негов ученик, един дякон и някои от славянските книги на Методий. Методий се връща обратно с някои посланици на императора във Велика Моравия.
В 883 г. Методий завършва превода на Стария завет от гръцки, малко преди смъртта си довършва също и останалите книги. През 880-те години той покръства бохемския владетел Борживой I във Велика Моравия, с което започва християнизацията на Бохемия.

### Бохемска мисия
В 884 г. според местните извори Методий се отправя към Прага, за да започне християнизацията на Бохемия, тук той проповядва на славянски и покръства владетеля ѝ Борживой I и съпругата му Людмила заедно с голям брой чешки славяни.

### Последни стъпки
Малко преди смъртта си Методий посочва за свой приемник като ръководител на школата и като архиепископ на Моравската църква изявения си ученик Горазд.
Междувременно за нов папа е избран Стефан V (VI), който се противопоставя на дейността на Методий.
Методий умира във Велеград на 6 април 885 г. и най-вероятно е погребан в епископската църква. По нови изследвания той е погребан тържествено в „стената зад олтара на Света Мария“, неизвестната главна църква на Велика Моравия. На церемонията се извършва славянска и гръцка литургия.

## Събитията след смъртта на Методий

### Събитията в Моравия, Панония и Бохемия
През зимата на 885/886 г. папа Стефан V, като научава за смъртта на Методий, изпраща писмото „Quia te zelo fidei“ във Велика Моравия, в което не е съгласен впоследствие с дейността на Методий, дори го отлъчва от църквата и забранява богослужението на славянски език (освен за проповедите и размислите по Библията). Латинската литургия и германските свещеници така отново успяват. От друга страна княз Святополк I защитава интересите на Франкската империя. През началото на 886 г. във Велика Моравия пристигат папски пратеници.
Горазд е игнориран като приемник на Методий в архиепископията, а и не му е позволено да оглави училището. Папата дава Великоморавската църква на епископа на Нитра, Вихинг, макар да не го прави архиепископ, а само му възлага официално управлението ѝ.
По време на мисията на пратениците е затворена също „Великоморавската академия“ и Вихинг започва ликвидацията на привържениците на Методий и Горазд. 200 души (студенти, свещеници и дякони), които отказват да започнат да водят литургията на латински, са пратени в затвор и след това посред зимата са изгонени от Велика Моравия.
Учениците на Методий оглавяват продължаващите спорове с франкския клир и моравския княз. Противопоставят се на Вихинг, признават авторитета на Горазд и продължават да проповядват на славянски. Епископ Вихинг през 886 г. организира съд срещу тях, като ги обявява за еретици.

### Учениците на Кирил и Методий
Папската була е могла да се приложи само върху славяните по средното течение на река Дунав. Някои от учениците начело с Климент, Наум и Ангеларий побягнали към българската крепост Белград и отиват в България, където основават две академии: Охридската книжовна школа и Преславската книжовна школа. От там някои отиват в Хърватия, по-късно в Сърбия, Русия, Малка Полша и Бохемия.
През 886 г. княз Борис I посрещнал учениците и им осигурил държавна подкрепа. По негова заповед били създадени две главни просветни средища с школи за обучение и скриптории за преписване и разпространяване на богослужебна литература. Наум оглавил школата в Плиска, а Климент бил изпратен в югозападните български земи с център Охрид, като дори местните административни и военни власти са поставени в негово подчинение. Житието му разказва, че за седем години той лично е обучил над 3500 свещеници и учители.

## Честване
Православният почетен ден на Методий е наː
- 6 април (Успение на св. Методий Славянобългарски)[10]
- 11 май по нов стил, заедно със св. Кирил (Св. равноапостолни Методий и Кирил)[11]

За католическата, евангелистката и англиканската църква общият ден на честване на Кирил и Методий е 14 февруари. В лютеранската църква в Мисури почетният ден е 11 май.
На 5 юли в Чехия и Словакия е официален празник, денят на тяхното пристигане във Велика Моравия (863).
На 24 май в България е официален празник, посветен на двамата братя, който също така се отбелязва като официален празник в Русия, Северна Македония и други държави, ползващи славянската писменост.
Папа Йоан Павел II номинира Кирил и Методий през 1980 г. за „патрони на Европа“, покровители на Европа.